# Ostrowite (powiat bytowski)
Ostrowite (kaszub. Òstrowité; niem. Ostrowitt) – wieś kaszubska w Polsce, położona w województwie pomorskim, w powiecie bytowskim, w gminie Lipnica. 
| SIMC    | Nazwa           | Rodzaj    |
| ------- | --------------- | --------- |
| 0747199 | Dolne Ostrowite | część wsi |

Wieś jest siedzibą sołectwa Ostrowite w którego skład wchodzi Dolne Ostrowite.
W latach 1975–1998 wieś należała administracyjnie do województwa słupskiego.